# Issues (Julia Michaels)
Issues è un singolo della cantante statunitense Julia Michaels, pubblicato il 13 gennaio 2017 come primo estratto dal primo EP Nervous System.

## Descrizione
Il brano è stato scritto da Michaels insieme a Justin Tranter. Alcuni artisti, che Benny Blanco, Stargate (co-autori nonché produttori dello stesso) hanno rifiutato di nominare, avevano richiesto Issues ma Michaels ha preferito conservarla per sé in quanto troppo personale. Le sessioni di registrazione si sono tenute presso i Westlake Recording Studios di Los Angeles e ai Treehouse X Studio di Suffolk.
Musicalmente presenta sonorità downtempo e pop, mentre il testo rappresenta «un'ode alle ansie» della cantante.

## Accoglienza
Issues ha ricevuto recensioni generalmente positive da parte dei critici musicali. La rivista statunitense Billboard ha elogiato il brano, scrivendo «con un testo schietto e onesto e una cantautrice tagliente come il rasoio, la decisione di Michaels di scegliere una produzione minima si rivela saggia, contribuendo a incorniciare abilmente la sua intrigante voce per dare agli appassionati un delizioso primo assaggio di ciò che deve ancora arrivare». Scrivendo per Idolator, Mike Wass ha dichiarato che «può essere difficile per i cantautori ritagliarsi una voce unica quando si è da soli, ma non sembra che questo sarà un problema per Julia».

## Tracce
Testi e musiche di Julia Michaels, Benjamin Levin, Tor Hermansen, Mikkel Eriksen e Justin Tranter.
Download digitale
1. Issues – 2:56

CD promozionale (Regno Unito)
1. Issues (Clean Edit) – 2:57
2. Issues (Instrumental) – 2:56

Download digitale – Acoustic
1. Issues (Acoustic) – 2:55

Download digitale – remix
1. Issues (Alan Walker Remix) – 3:01

## Classifiche
| Classifica (2017) | Posizione massima |
| ----------------- | ----------------- |
| Australia         | 5                 |
| Austria           | 36                |
| Belgio (Fiandre)  | 8                 |
| Belgio (Vallonia) | 2                 |
| Danimarca         | 3                 |
| Francia           | 17                |
| Germania          | 29                |
| Norvegia          | 3                 |
| Nuova Zelanda     | 11                |
| Paesi Bassi       | 20                |
| Portogallo        | 20                |
| Spagna            | 48                |
| Svezia            | 11                |
| Svizzera          | 22                |